# شاوه بیت حمید
حمید بیت
حمید رضا شبان زاده  آهنگساز

## جمعیت
این روستا در دهستان مشراگه قرار دارد و براساس سرشماری مرکز آمار ایران در سال ۱۳۸۵، جمعیت آن ۱۲۴ نفر (۲۶خانوار) بوده‌است.